# Oprisavci
Oprisavci est un village et une municipalité située dans le comitat de Brod-Posavina, en Croatie. Au recensement de 2001, la municipalité comptait 2 942 habitants, dont 98,47 % de Croates et le village seul comptait 955 habitants.

## Localités
La municipalité d'Oprisavci compte 9 localités :
- Kupina
- Novi Grad
- Oprisavci
- Poljanci
- Prnjavor
- Stružani
- Svilaj
- Trnjanski Kuti
- Zoljani